# منزل في شارع الأمل (رواية)
منزل في شارع الأمل هي إحدى روايات الروائية الأمريكية دانيال ستيل (بالإنجليزية The House on Hope Street) وهي من الروايات الرومانسية.

## نبذة قصيرة
تدور أحداث الرواية عن زوجة تفقد زوجها في يوم عيد الميلاد في حادث سير بعد ثمانية عشر عاما من الزواج والاستقرار والحياة السعيدة في منزلهما بشارع الأمل. وتجد الزوجة نفسها مضطرة للعودة لعملها ورعاية اطفالها الخمسة ومواجهة صعوبات الحياة والمناسبات السعيدة بدون وجود زوجها وشريكها إلى جوارها. يتعرض ابنها لحادث يؤدي إلى دخوله المشفى وتتعرف بطبيبه الذي يساعدها كثيرا ويساندها.